# Phallus atrovolvatus
Phallus atrovolvatus ist eine Pilzart aus der Familie der Stinkmorchelverwandten (Phallaceae). Sie wurde im Jahre 2005 von  Francisco Calonge  und Hanns Kreisel in Costa Rica entdeckt. 

## Merkmale
Zunächst erscheint Phallus atrovolvatus als 2–3 cm breites, schwarz gefärbtes Hexenei, das eine raue Oberfläche aufweist. Bei Reife öffnet sich das Hexenei und es streckt sich das zylindrische, weiße Receptaculum heraus, das 1–2 cm breit und 2–4 cm lang wird. Am oberen Ende des Receptaculums befindet sich ein kegelförmiges Hütchen, welches von der gelbbraun gefärbten Gleba bedeckt wird. Von der Unterseite des Hütchens hängt eine zerbrechliche, netzartige Struktur (ein sog. Indusium) herab. Anders als bei anderen Vertretern der  Stinkmorchelartigen weist die Gleba von Phallus atrovolvatus keinen unangenehmen, aasartigen Geruch, sondern einen angenehm-süßlichen Duft auf.

## Ökologie
Bei Phallus atrovolvatus handelt es sich um einen Saprobionten, der einzeln oder in kleinen Gruppen auf Wiesen, Pflanzenresten und Totholz erscheint.

## Verbreitung
Phallus atrovolvatus ist nur aus den costa-ricanischen Provinzen Limón und Guanacaste bekannt, wurde aber auch auf Hawaii gesammelt. In Limón wurde die Art in der Nähe von Cahuita ausgemacht, während sie in Guanacaste im La Fortuna-Nationalpark gefunden wurde. Seit 2013 sind aber auch Funde aus Indien bekannt geworden.

## Nachweise
- Calonge, F.D., H. Kreisel & M. Mata. 2005. Phallus atrovolvatus, A New Species From Costa Rica. Bol. Soc. Micol. Madrid 29: 5–8 (2005)pdf.

- http://www.fungimag.com/summer-09-articles/Stinkhorns.pdf